# B.A. Walker
Bobby Anthony « B.A. » Walker, né le 4 décembre 1984 à Onancock en Virginie aux États-Unis, est un joueur américain de basket-ball. Il évolue au poste de meneur de jeu.

## Parcours universitaire
- 2003 - 2007 :  Rams de Virginia Commonwealth University (NCAA I)

## Clubs successifs
- 2007 - 2008 :  IBK Keflavik (D1)
- 2008 - 2009 :  Rotterdam (Eredivisie)
- 2009 :  Liège Basket (Ligue Ethias) 5 matchs
- 2009 - 2010 :  Düsseldorf Giants (Bundesliga)
- 2010 - 2011 :  Kouvot Kouvola (Korisliiga)
- 2011 - 2012 :  Joensuun Kataja (Korisliiga)
- 2012 - 2013 :  Maccabi Hod Hasharon (Liga Leumit)
- 2013 - 2014 :  ALM Évreux Basket (Pro B)
- 2014 - 2015 :  Lille Métropole Basket Clubs (Pro B)
- 2015 - 2016 :  ALM Évreux Basket (Pro B)
- 2016 - 2017 :  Saint-Chamond Basket (Pro B)
- 2017 - 2020 :  Saint-Quentin BB (NM1 puis Pro B)

## Palmarès
- Champion d'Islande (2008)
- Coupe de Finlande (2012)
- Finaliste des Playoffs Pro B (2016)
- Vainqueur des Playoffs NM1 (2019)

## Récompenses
- All-Star Eredivisie (2009)